# Rachel Morrison
Pour les articles homonymes, voir Morrison.
Rachel Morrison, née le 27 avril 1978 à Cambridge, au Massachusetts (États-Unis), est une directrice de la photographie américaine.
Pour son travail sur Mudbound (2017), Rachel Morrison a obtenu une nomination pour un Oscar de la meilleure photographie, faisant d'elle la première femme à être nommée dans cette catégorie.

## Biographie
Formation : Tisch School of the Arts, Conservatoire (en) de l'American Film Institute

## Filmographie

### Directrice de la photographie
- 2002 : Alchimie
- 2002 : Citlalli's Prayer
- 2003 : Just an American Boy
- 2003 : Room Raiders
- 2004 : House Broken
- 2005 : Lost and Found
- 2005 : Rikers High
- 2007 : Newport Harbor : The Real Orange County
- 2007 : Palo Alto, CA
- 2007 : Redemption Maddie
- 2007 : Still Life (court-métrage)
- 2008-2009 : The Hills
- 2009 : Ceremonies of the Horsemen
- 2009 : Rich Dicks
- 2009 : Sunday Afternoons
- 2010 : Summit on the Summit
- 2011 : Dorfman in Love
- 2011 : Funny or Die Presents... (1 épisode)
- 2011 : Lady Gaga: Inside the Outside
- 2011 : Last Words of the Holy Ghost
- 2011 : Sound of My Voice
- 2011 : The Terrys
- 2011 : Visionaries: Inside the Creative Mind
- 2012 : Eye Candy (court-métrage documentaire)
- 2012 : My Two Daddies
- 2012 : Oprah's Master Class: Special Edition
- 2012 : Oprah's Master Class
- 2012 : The Conversation
- 2012 : Tim and Eric's Billion Dollar Movie
- 2013 : Fruitvale Station
- 2013 : Life on the Line (film documentaire)
- 2013 : Some Girl(s)
- 2013 : The Harvest
- 2014 : Cake
- 2014 : Druid Peak
- 2014 : Little Accidents
- 2014 : The System with Joe Berlinger
- 2015 : Dope
- 2015 : Oprah's Master Class: Belief Special
- 2015 : Oprah's Master Class: Civil Rights Special
- 2015 : Three Nights, Three Days: Endeavour's Journey Through Los Angeles
- 2016 : Confirmation
- 2017 : Mudbound
- 2018 : Black Panther
- 2018 : Walmart: The Box

### Réalisatrice
- 2015 : American Crime (série télévisée, 2 épisodes)
- 2015 : Quantico (série télévisée, 1 épisode)
- 2023 : The Mandalorian (série télévisée, 1 épisode)
- 2024 : The Fire Inside

### Scénariste
- 2007 : Redemption Maddie (court-métrage)

## Récompenses et distinctions
- (en) Rachel Morrison: Awards, sur l'Internet Movie Database